# Drop top
Drop top is een lied van het Nederlandse rapduo SBMG in samenwerking met de Nederlandse rapper Navi. Het werd in 2017 als single uitgebracht.

## Achtergrond
Drop top is geschreven door Chyvon Pala, Delano Ruitenbach, Henk Mando en Navario Denswil en geproduceerd door Jimmy Huru. Het is een nummer uit het genre nederhop. In het lied rappen de artiesten over hun succes en hoe hun leven nu is nu ze meer geld hebben. Op de B-kant van de single is een instrumentale versie van het lied te vinden. De single heeft in Nederland de gouden status.
Het is niet de eerste keer dat SBMG en Navi met elkaar samenwerken. Dit deden zij voor Drop top al op Concreet.

## Hitnoteringen
De artiesten hadden succes met het lied in de hitlijsten van Nederland. Het piekte op de vijftiende plaats van de Nederlandse Single Top 100 en stond zes weken in deze hitlijst. De Nederlandse Top 40 werd niet bereikt; het kwam hier tot de achtste plaats van de Tipparade.